# Labdakiden
Die Labdakiden (altgriechisch λαβδάκηδες Lábdakidēs, deutsch ‚die Hinkenden‘) waren in der griechischen Mythologie das Herrschergeschlecht der Stadt Theben.
Nachdem sich Laios, der Sohn des namensgebenden Stammvaters Labdakos, während seiner Verbannung in Chrysippos, den Sohn seines Freundes Pelops verliebte und diesen entführte, wurden Laios und seine Nachkommen von Pelops verflucht. Der Fluch besagte, dass Laios’ Sohn seinen Vater töten und seine Mutter heiraten würde. Nachdem dieser Fluch von einem Seher bestätigt wurde, gaben die Eltern ihren Sohn Ödipus gleich nach der Geburt weg. Durch einen unglücklichen Zufall erfüllt sich der Fluch aber letztendlich doch noch, und Ödipus tötet seinen Vater, ohne ihn überhaupt zu erkennen. 
Die Geschichte des Ödipus, der Sieben gegen Theben und der Antigone beruhen allesamt auf dem Fluch, der auf den Labdakiden lastete. Labdakos selbst spielt in der griechischen Mythologie eine untergeordnete Rolle. Von ihm ist nicht viel mehr bekannt, als dass Lykos der Wolf, einer der Spartoi, vor Labdakos’ Regentschaft regierte, weil Labdakos unmündig war. Als Labdakos nach einem Jahr auf dem Thron starb, war sein Sohn Laios gerade erst ein Jahr alt und Lykos regierte wieder. Deshalb kann man davon ausgehen, dass mit dem Begriff Labdakiden eben nur der Teil der Herrscherfamilie gemeint ist, der vom Fluch der Labdakiden betroffen war – also sämtliche Nachkommen Labdakos’.
Agenor, König von Tyros
Europa
Phoinix
Kilikos
Parthaon
Thasos
Kadmos, Gründer von Theben, verheiratet mit Harmonia
Ino
Autonoë
Semele
Illyrios
Agaue
Polydoros, Sohn des Kadmos
Labdakos, König von Theben
Laios, König von Theben, verheiratet mit Iokaste, Schwester des Kreon
Ödipus, König von Theben, verheiratet mit Iokaste (seiner Mutter) und mit Euryganeia
Antigone
Ismene
Polyneikes
Eteokles, König von Theben
Laodamas, König von Theben